# Roca Dreta de les Valls
La Roca Dreta de les Valls és una muntanya de 862 metres que es troba al municipi d'Arnes, a la comarca de la Terra Alta.